# Cinco Ranch
Cinco Ranch é uma Região censo-designada localizada no estado norte-americano do Texas, no Condado de Fort Bend e Condado de Harris.

## Demografia
Segundo o censo norte-americano de 2000, a sua população era de 11.196 habitantes.

## Geografia
De acordo com o United States Census Bureau tem uma área de 12,8 km², dos quais 12,8 km² cobertos por terra e 0,0 km² cobertos por água.

## Localidades na vizinhança
O diagrama seguinte representa as localidades num raio de 16 km ao redor de Cinco Ranch.